# 康盛人生集團

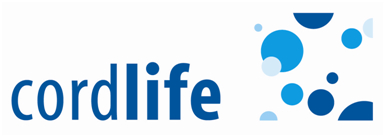
康盛人生

康盛人生集團有限公司，簡稱康盛人生（英語：Cordlife Group Limited，SGX：P8A），在2001年由范文星博士創立。
業務專在香港、中國和新加坡經營脐带血库產品，總部位於新加坡。也就是由康盛人生有限公司 (澳大利亞)在2012年3月29日分拆於新加坡交易所主板上市。招股價為0.495坡元，發售股份為60,000,000股，集資額為2630万坡元。

## 連結
- cordlife.com.sg